# Представницький офіс Тайбею в Польщі
Представницький офіс Тайбею в Польщі, Тайбейське представництво в Польщі (Biuro Przedstawicielskie Tajpej w Polsce, кит 駐波蘭臺北代表處) — напівофіційне тайбейське представництво, розташоване у Варшаві за адресою вул. Emilii Plater 53.

## Історія
Польща, не підтримуючи дипломатичних відносин з Тайванем, зосереджується на розвитку двосторонніх економічних контактів. У 1992 році Тайвань відкрив своє представництво у Варшаві під назвою Тайбейське культурно-економічне бюро на вул. Koszykowa 54 (2001—2004), яке потім перенесли на вул. Emilii Plater 53.
1 серпня 2018 року Тайбейське економічно-культурне бюро у Варшаві змінило назву на Тайбейське представництво в Польщі.

## TAITRA
З 1998 року представництво Тайванської ради з розвитку зовнішньої торгівлі (англ. Taiwan External Trade Development Council TAITRA), спочатку на вул. Domaniewska 41, з 2014 також на вул. Emilii Plater 53.